# ビンダイ県
ビンダイ県（ビンダイけん、ベトナム語：Huyện Bình Đại / 縣平大?）は、ベトナム社会主義共和国ベンチェ省の県。面積は401km²、人口は162,193人（2015年）である。

## 行政区画
1市鎮19社から構成される。